# Kulturåret 1807

## Händelser
- Mars – Beethovens Symfoni nr 4 och hans Pianokonsert nr 4 uruppförs vid samma konsert hemma hos Prins Franz Joseph von Lobkowitz.

## Nya verk
- Champagnevinet av Frans Mikael Franzén

## Födda
- 27 februari – Henry Wadsworth Longfellow (död 1882), amerikansk poet.
- 7 mars – Franz von Pocci (död 1876), tysk konstnär, satirtecknare, musiker och skriftställare.
- 20 april – Aloysius Bertrand (död 1841), fransk författaren och poet.
- 15 maj – Carl Wilhelm Böttiger (död 1878), svensk litteraturhistoriker och poet.
- 8 augusti – Emilie Flygare-Carlén (död 1892), svensk författare.
- 25 augusti – Narcisse-Virgile Diaz de la Peña (död 1876), fransk konstnär.
- 2 september – Fredrika Charlotta Runeberg (död 1879), finlandssvensk författare.
- 3 september – Elias Vilhelm Ruda (död 1833), svensk skald och litteraturkritiker.
- 7 september – Johann Wilhelm Schirmer (död 1863), tysk landskapsmålare.
- 8 oktober – Harriet Taylor Mill (död 1858), brittisk filosof, författare och kvinnorättskämpe.
- 16 november – Jónas Hallgrímsson (död 1845), isländsk diktare, översättare och vetenskapsman.
- 22 december – Johan Sebastian Welhaven (död 1873), norsk författare och poet.
- okänt datum – Ferdinand Tollin (död 1860), svensk uppfinnare, ingenjör och konstnär (tecknare och grafiker).
- okänt datum – Domenico Tojetti (död 1892), italiensk-amerikansk målare.

## Avlidna
- 25 februari – Jeanne-Marie Marsan (född 1746), fransk operasångare och skådespelare
- 2 april - Balthasar Anton Dunker (född 1746), tysk-schweizisk konstnär.
- 19 december – Friedrich Melchior von Grimm (född 1723), tysk-fransk diplomat och författare.
- 21 decembervJohn Newton (född 1725), engelsk sjökapten, senare präst och sångförfattare.
- okänt datum – Catharina Charlotta Salswärd (född 1776), svensk konstnär.